# كازوهيرو ناكامورا
كازوهيرو ناكامورا (باليابانية: 仲村和博) هو متزلج قفز ياباني، ولد في 1 سبتمبر 1980 في سابورو في اليابان.

## وصلات خارجية
- كازوهيرو ناكامورا على موقع الاتحاد الدولي للتزلج (القفز التزلجي) (الإنجليزية)